# Isabella Keller
Isabella Keller (geb. Lusti; * 24. November 1953) ist eine ehemalige Schweizer Weitspringerin und Sprinterin.
Im Weitsprung schied sie bei den Leichtathletik-Europameisterschaften 1974 in Rom und 1978 in Prag in der Qualifikation aus. Am 23. Juni 1979 stellte sie mit Vroni Werthmüller, Brigitte Wehrli und Isabelle Keller in Bremen mit 44,31 s einen Schweizer Rekord in der 4-mal-100-Meter-Staffel auf, der bis 2011 Bestand hatte.
Isabella Keller startete für den LC Schaffhausen.

## Persönliche Bestleistungen
- 100 m: 11,64 s, 12. August 1978, St. Gallen
- 200 m: 23,47 s, 16. August 1978, Zürich
- Weitsprung: 6,65 m, 7. Juni 1975, Winterthur
  - Halle: 6,33 m, 12. Februar 1978, Magglingen